# Infobest
Infobest este o companie din Germania specializată în furnizarea de soluții software.
Compania, fondată în anul 1995 de către doi consultanți seniori ai Andersen Consulting, a pornit inițial ca reprezentant al grupului american Accenture.
În anul 2000 și-a deschis o filială la Timișoara, iar în aprilie 2006 s-a înființat un departament de vânzări și pentru piața din România. Din 2007, Infobest pune la dispozitia companiilor din România aplicații traduse în limba română, care sunt fie standard, fie personalizate - la cererea clienților.
În anul 2014 numărul angajaților, în ambele locații, atingea pragul de 100.
Infobest acoperă o arie largă de activități în domeniul IT, de la analiză si productie software, consultanță de specialitate până la integrări de sisteme informatice și de soluții la cheie,pentru piețe precum Germania, România sau Elveția.
În anul 2015 Infobest a lansat portalul de fashion StylishCircle Arhivat în 21 februarie 2016, la Wayback Machine., un proiect internațional care adună la un loc sute de branduri si zeci de iubitori de fashion din toata lumea. 